# Memoria Vetusta III: Saturnian Poetry
Memoria Vetusta III: Saturnian Poetry è l'undicesimo album in studio del gruppo musicale Blut Aus Nord, pubblicato il 2014 dalla Debemur Morti Productions. 

## Tracce
1. "Prelude" – 1:22
2. "Paien" – 7:55
3. "Tellus Mater" – 6:20
4. "Forhist" – 8:56
5. "Henosis" – 7:28
6. "Metaphor of the Moon" – 8:12
7. "Clarissima Mundi Lumina" – 8:27

## Formazione
- Vindsval - voce, chitarra
- Thorns - batteria